# 군용기

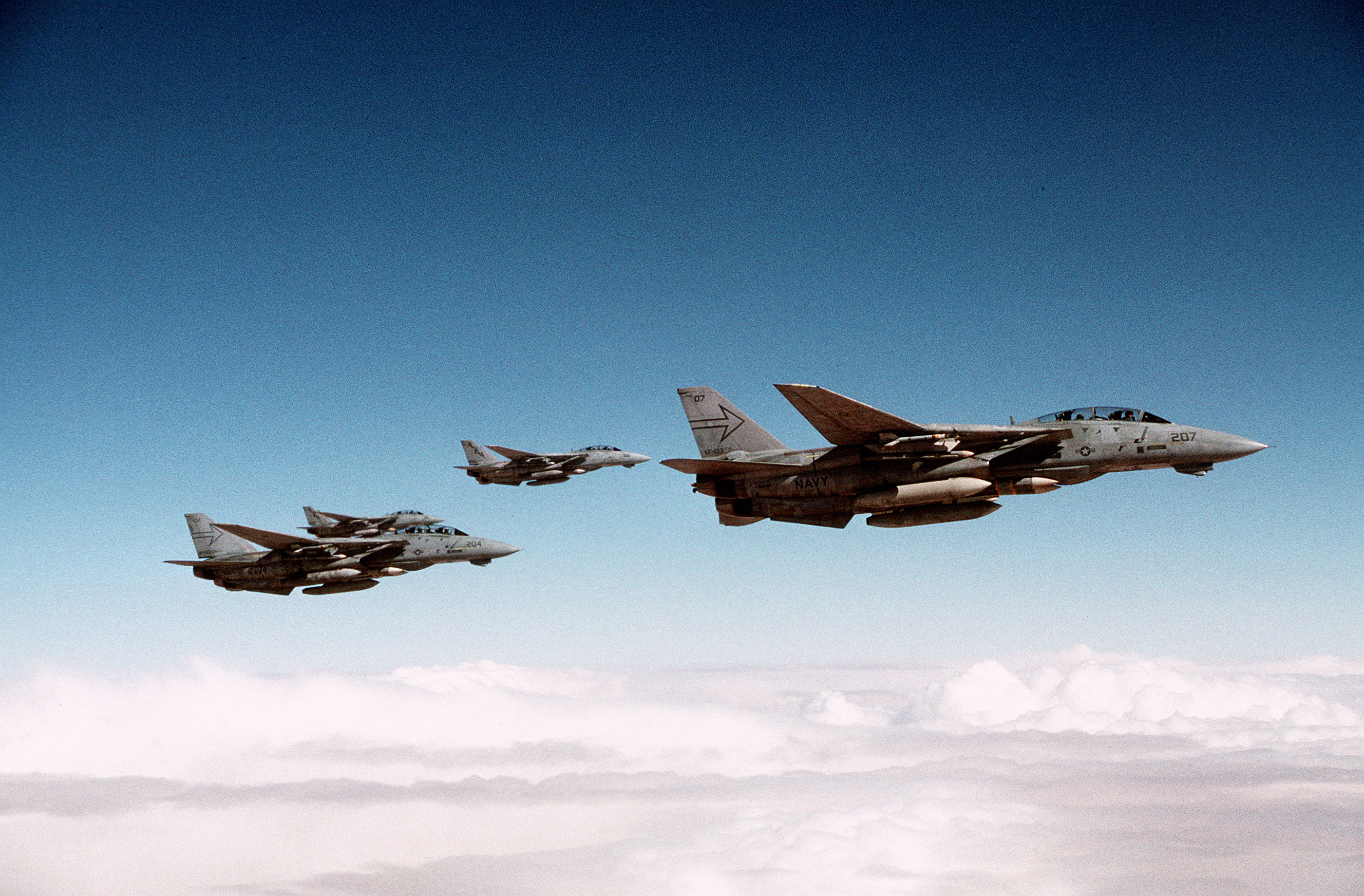
미국 해군의 그러먼 F-14 톰캣 전투기가 1991년 데저트 스톰 작전에서 연료 보급 차례를 기다리며 대형을 이루고 비행한다.

군용기(軍用機, 영어: military aircraft)는 군사적인 목적을 띄고 운영되는 항공기를 말한다. 군용기는 전투용과 비 전투용을 전부 포함한다.
- '전투용 항공기'(戰鬪用 航空機, combat aircraft)는 탑재된 무기[1]를 사용하여 적의 장비를 파괴하는 용도로 설계되었다. 전투용 항공기는 보통 오직 군대에 의해서만 개발되고 입수된다.
- '비 전투용 항공기'(非戰鬪用 航空機, non-combat aircraft)는 전투를 주된 기능으로 가지지 않지만, 자기 방위를 위해 무기를 탑재하는 경우도 있다. 이것들은 주로 지원 역할로 운영되고, 군대뿐만 아니라 민간인 단체에 의해 개발될 수도 있다.

## 전투용 항공기
전투용 항공기는 대략적으로 전투기, 폭격기, 공격기와 미코얀-구레비치 MiG-23와 같은 전투폭격기와 소련의 Ilyushin Il-2 Shturmovik과 같은 지상공격기를 포함한 몇몇의 변형된 종류로 나뉜다. 또한 장거리 해상초계기도 전투용 항공기에 포함되는데, 이는 대함미사일이나 대잠수함무기를 흔히 포함한다.

### 전투기

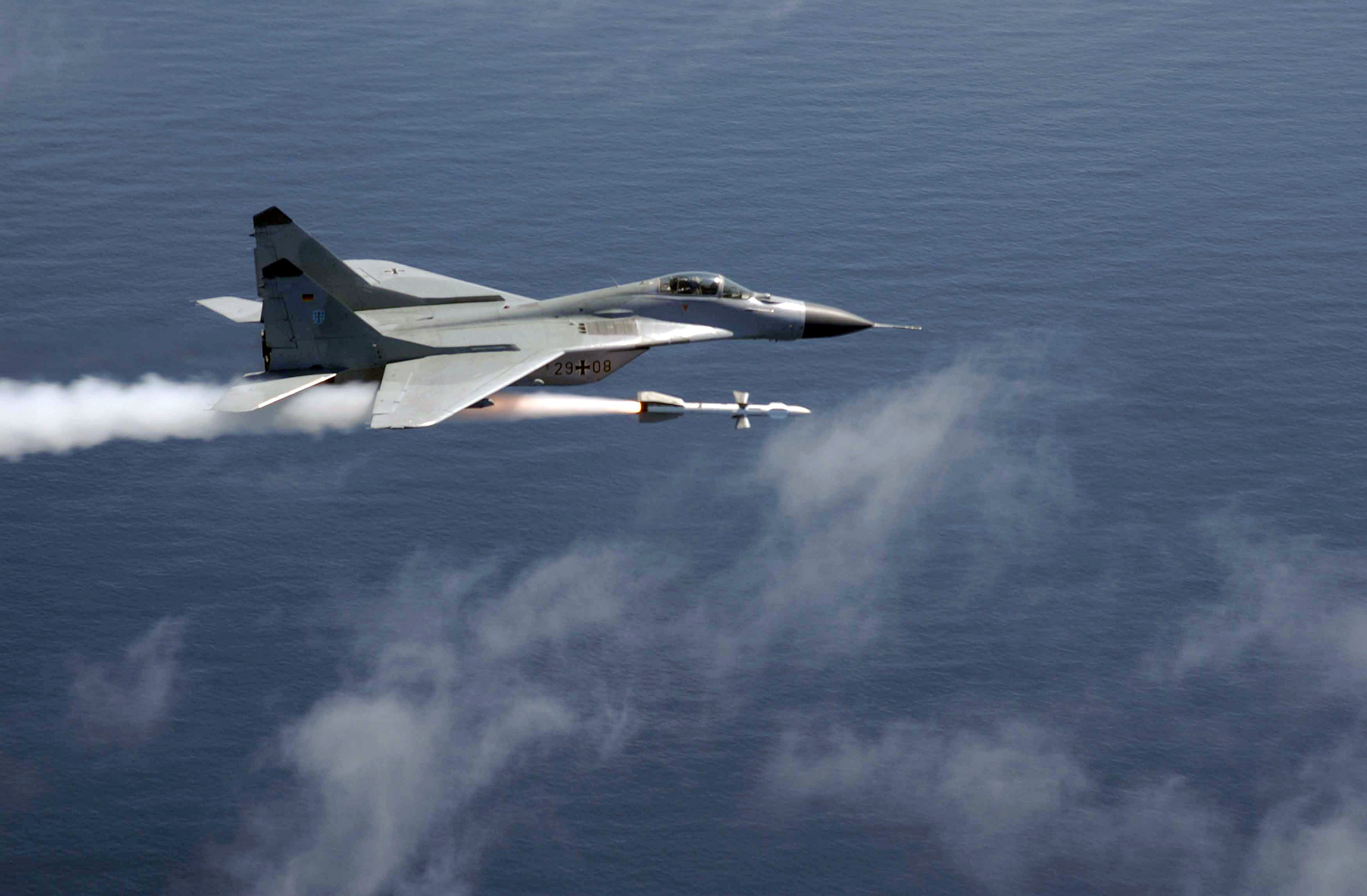
공대공 미사일을 발사하고 있는 MiG-29.

전투기의 주된 역할은 적 항공기를 공대공 전투로 파괴하는 것이다. 대다수가 빠르고 기동력이 높다. 폭격기 등 다른 항공기를 호위하는 것이 일반적인 임무다. 이들은 기관총, 기관포, 로켓, 유도 미사일 등 다양한 무기를 적재할 수 있다. 많은 현대 전투기들은 심지어 적 전투기가 그들을 보기 전에도 먼 거리에서 공격할 수 있다. 제공권 전투기의 예로는 F-22 랩터가 있다. 제 2차 세계대전 전투기들의 예로는 영국 스피트파이어, 미국 P-51 머스탱, 독일 Bf 109 등이 있다. 요격기(이륙해서 빠르게 요격하고 적기를 격추하기 위해 설계된 전투기)의 예시에는 미코얀-구레비치 MiG-25가 있다. 중전투기의 예는 Messerschmitt Bf 110가 있다. 용어 "전투기"는 또한 때때로 사실상 공대공 능력이 없는 항공기에도 적용된다. 예를 들어 A-10 지상공격 항공기는 미국 공군 "전투기" 비행 중대에서 운용되었다.

### 폭격기

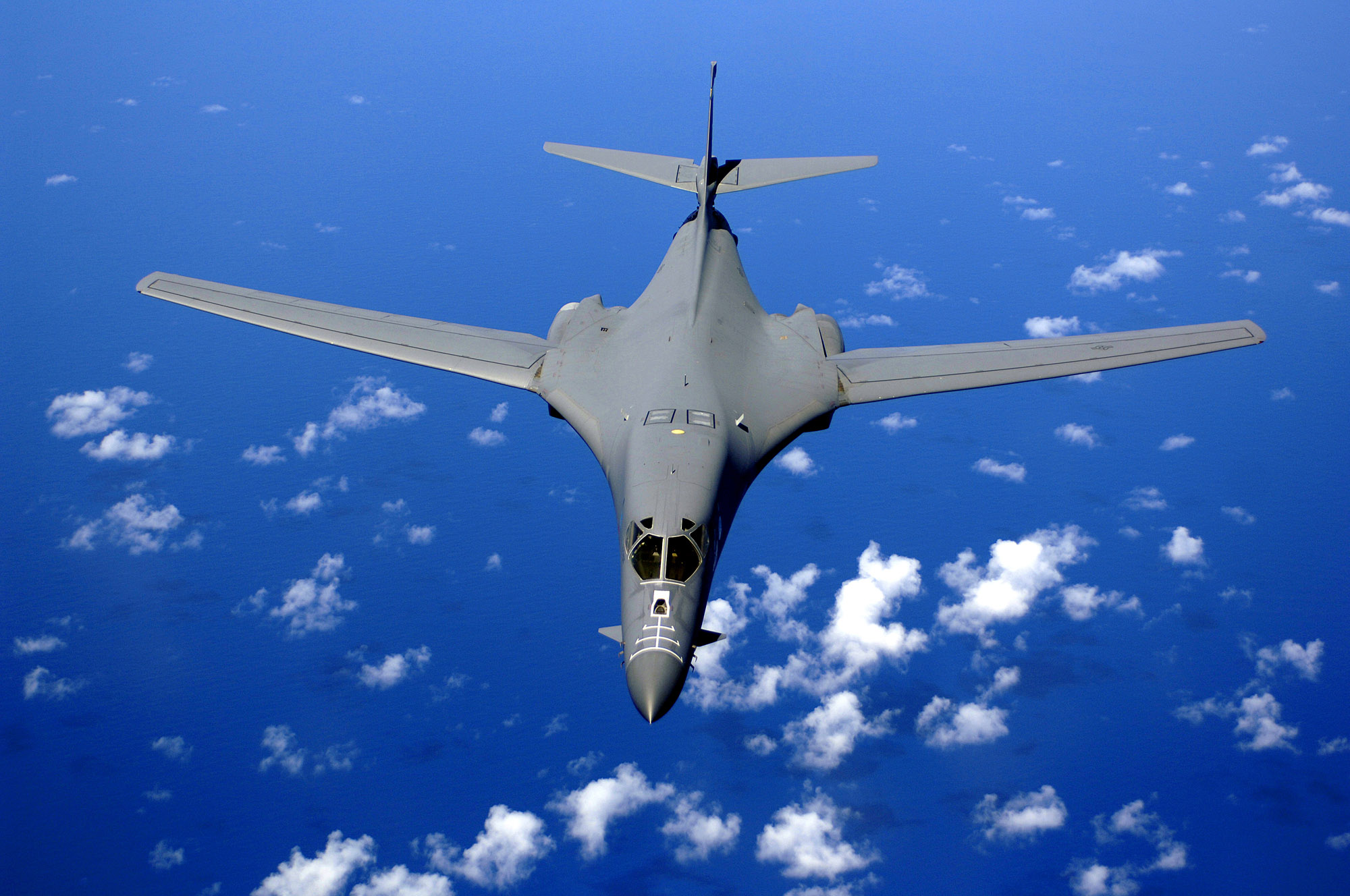
미국 공군의 록웰 B-1 랜서.

폭격기는 보통 전투기보다 더 크고, 무겁고, 기동성이 떨어진다. 폭격기는 많은 양의 폭탄, 어뢰, 크루즈 미사일을 적재할 수 있다. 폭격기들은 거의 오로지 지상 공격만을 위해 쓰이고 적 전투기와 대면하기에 충분히 빠르거나 날렵하지 않다. 적은 경우가 엔진을 하나만 가지고 있고 운영하는데 한 명의 조종사를 필요로 하고 나머지는 두개 이상의 엔진을 가지고 있고 두명 이상의 승무원을 필요로 한다. B-2 스피릿과 같은 많지 않은 수의 폭격기들이 적 레이더에 감지되는 것을 막는 스텔스 능력을 가지고 있다. 재래식 현대 폭격기의 예로는 보잉 B-52 스트래토포트리스가 있다. 제 2차 세계 대전 폭격기의 예로는 보잉 B-17 플라잉 포트리스가 있다. 폭격기는 경폭격기, 중형 폭격기, 중폭격기, 급강하폭격기, 뇌격기 등으로 나뉜다. 미국 해군은 전통적으로 그들의 경폭격기와 중형 폭격기들을 "공격기"로 표현해 왔다.

### 공격기

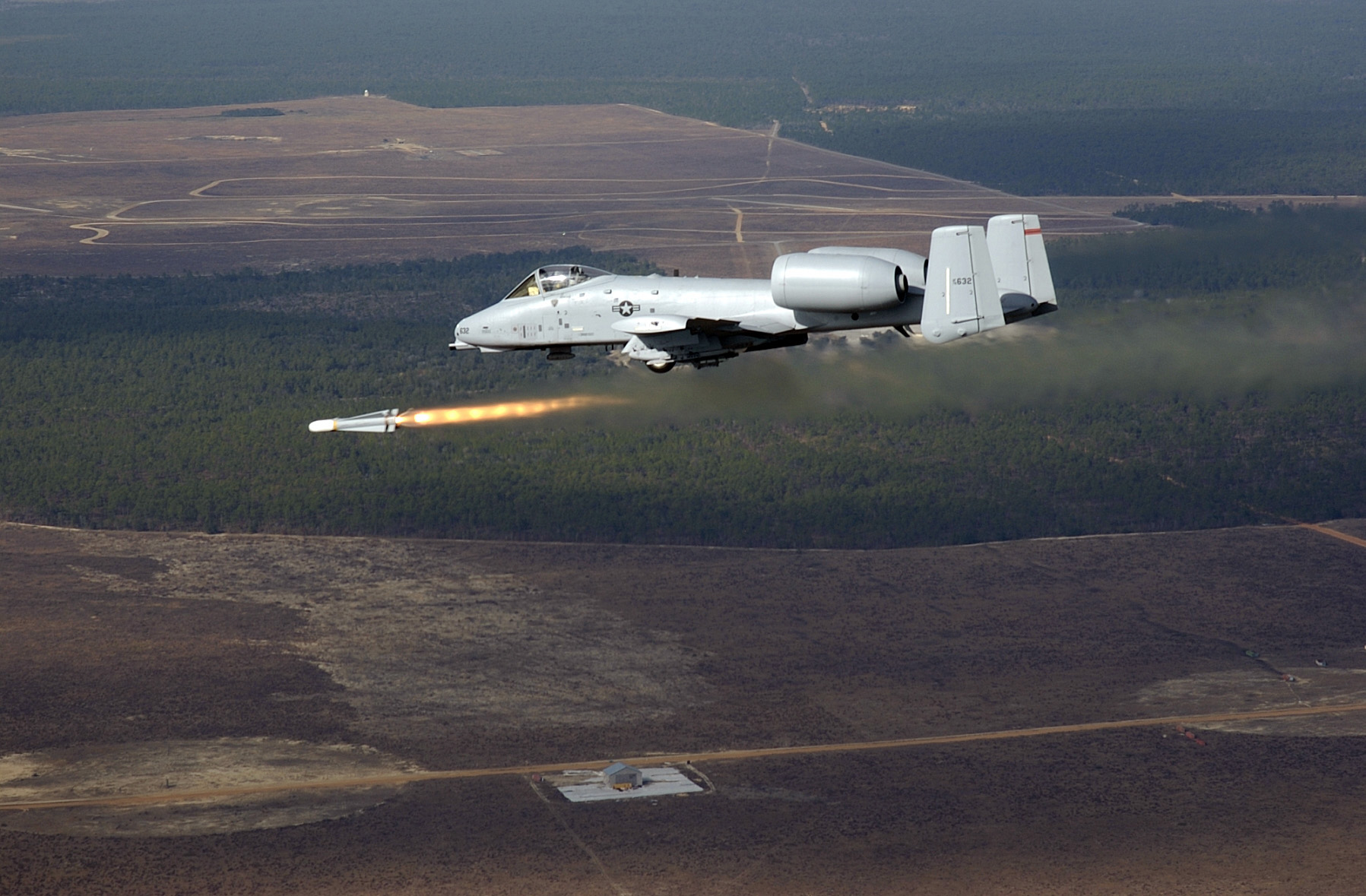
AGM-65를 발사하는 A-10 선더볼트 II.

공격기는 아군 육군을 돕기 위해 쓰일 수 있다. 일부는 재래식 무기나 핵 무기를 적의 전선 뒤 먼 곳에 수송해서 중요한 지상 목표를 타격할 수 있다. 공격 헬리콥터는 적의 장갑을 공격하고 육군을 위한 근접항공지원을 제공한다. 역사적인 지상 공격 항공기의 예로는 소련의 Ilyushin Il-2 shturmovik가 있다. 수송기 중 몇몇의 종류는 건십처럼 지상 공격을 위해 옆으로 발사하는 무기를 장착해 왔다. 그 예로는 Douglas AC-47와 록히드 AC-130 등이 있다.
현대 공군에서, 폭격기, 전투 폭격기와 공격기의 차이가 희미해져 왔다. 많은 공격기가, 심지어 전투기 같아 보이는 것들도, 폭탄을 떨어뜨리도록 만들어지고, 공중 전투에 관여하는 능력을 거의 가지고 있지 않다. 확실히, 효과적인 저공 공격을 가능하게 한 그 설계 특성이 제공권 전투기에 대한 뚜렷한 약점을 만든다. 전투 작전에서 가능한 반경을 획기적으로 늘린 공중 급유의 유용성에 의해 그 차이가 희미해졌지만 폭격기가 보통 적 영토 깊숙한 곳의 목표를 타격하는 능력을 가진 장거리 항공기인 반면에, 전투폭격기와 공격기는 작은 임무와 전장의 가까운 영역에 제한되어 있다는 차이점이 있다.

### 전자전기

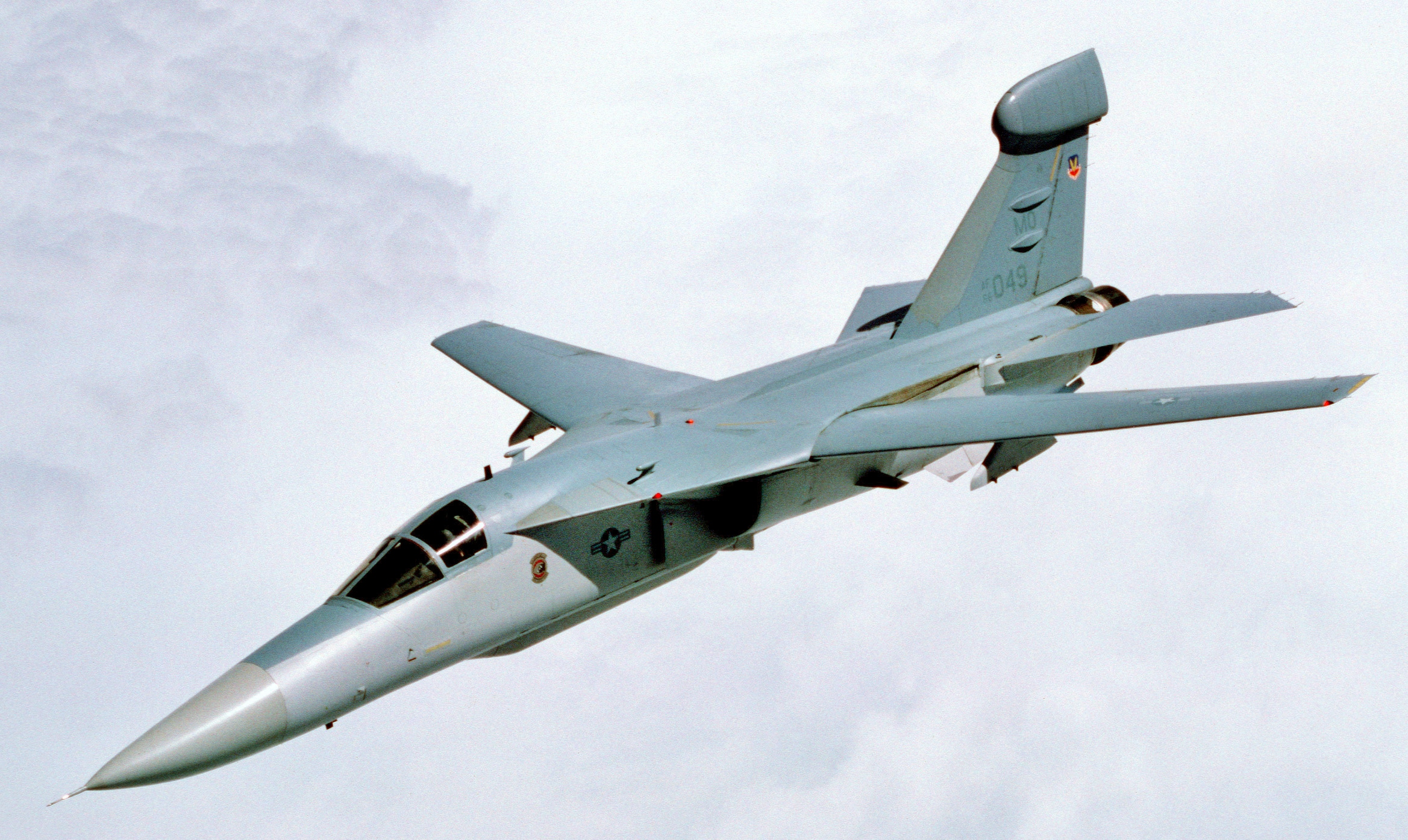
미국 공군의 EF-111A Raven.

전자전기는 전자전을 위해 장비된 군용기이다. 즉, 이는 적의 레이더와 무선 통신 체계의 효과를 떨어뜨린다.

### 해상초계기

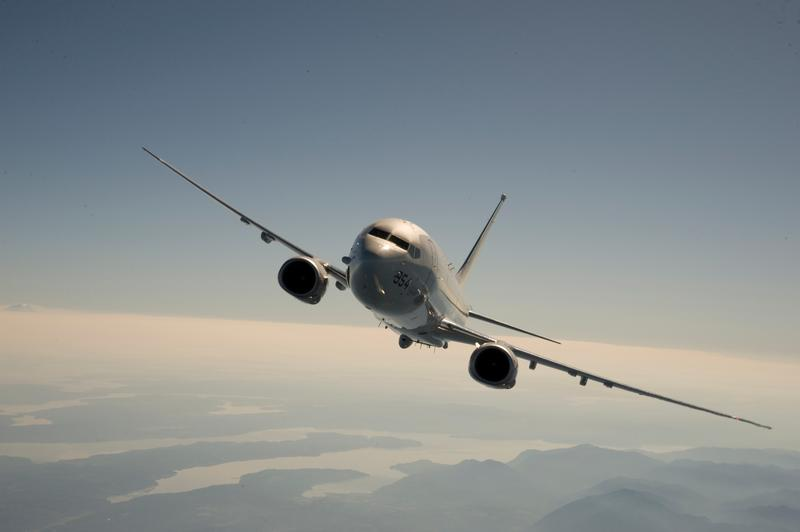
미국 해군의 P-8 포세이돈.

해상초계기는 바다 위에서 오랜 기간 동안 해양 순찰 역할을 수행하기 위해 설계된 날개가 고정된 군용기이다. 그 역할로는 특히 대잠수함, 대함, 탐색 구조가 있다.

### 다목적전투기
오늘날의 많은 전투용 항공기는 많은 능력을 가지고 있다. 이 용어는 비행기가 임무가 요구하는 것이 무엇인지에 따라 전투기나 폭격기 둘 다 될 수 있다는 것을 의미하고, 보통 고정익항공기에만 적용된다. 다용도 설계의 예시로는 F/A-18 호넷이 있고, 제 2차 세계 대전에서의 예시로는 P-38 Lightning이 있다.

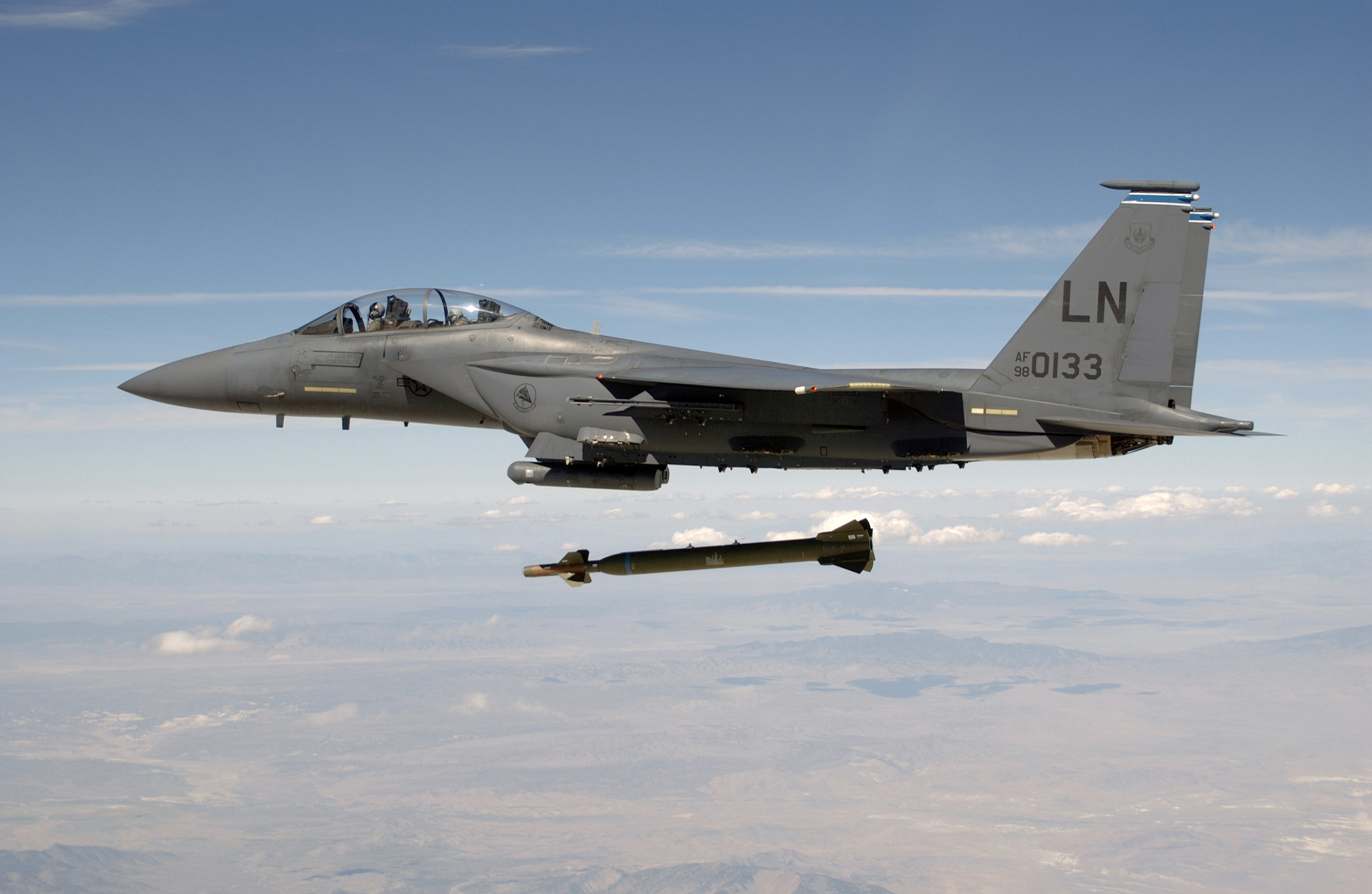
PGM을 떨어뜨리는 F-15E 스트라이크 이글.

F-16 파이팅 팰콘과 같은 일부 전투기들은, 공중 전투를 위해 설계되었지만, 주로 '폭탄 트럭'으로 쓰인다.

### 요격기
요격기는 적군의 군용기를 요격하는 데 특화된 군용기이다.

## 비 전투용 항공기
군용기의 비 전투 역할은 탐색 구조, 정찰, 감시, 공중조기경보통제, 수송, 훈련, 공중 급유 등이 있다.
많은 민간 항공기는 군사적 목적을 위해 다른 모델로 분리되어 생산되어 왔다. 예를 들자면 민간의 더글러스 DC-3가 군대의 Douglas C-47 Skytrain로 변형된 것이 있다. 글라이더와 열기구도 군용기로 사용되어 왔다. 예를 들어, 열기구들은 남북전쟁과 제 1차 세계 대전동안 감시를 위해 사용되었고, 글라이더는 제 2차 세계 대전동안 공수 임무로 육군을 이동시키는데 사용되었다.

### 군용 수송기

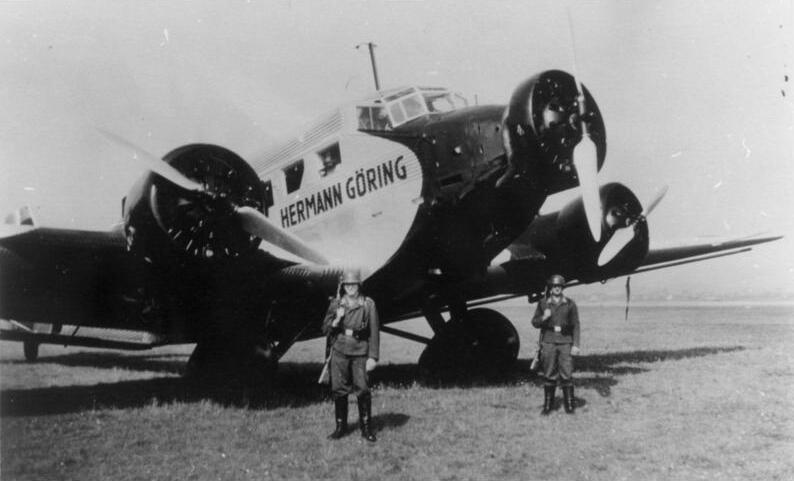
Junkers Ju 52.

군용 수송기는 주로 병력과 군수품을 수송하기 위해 쓰인다. 화물은 화물 운반대에 부착될 수 있고, 따라서 적재하고, 비행 동안 고정하고, 다시 내리는 것이 쉽다. 화물은 또한 낙하산을 이용하여 항공기에서 방출될 수 있고, 이것이 착륙을 불필요하게 한다. 급유기도 또한 이 분류에 속한다. 이 비행기들은 비행하며 다른 항공기에 재급유할 수 있다. 수송기의 예시로는 C-17 글로브마스터 III가 있다. 제 2차 세계 대전에서의 예시로는 Douglas C-47 Skytrain이 있다. 급유기의 예시로는 K-135 스트래토탱커가 있다. 헬리콥터와 글라이더는 병력과 보급품을 다른 항공기들이 착륙할 수 없는 곳으로 수송할 수 있다.
군용 수송기를 "화물 수송기"라 부르는 것은 부정확하다. 군용 수송기는 화물뿐만 아니라 낙하산부대원 등 군인들을 수송할 수 있기 때문이다.

### 공중조기경보통제기
공중조기경보통제 (AEW&C) 체계는 먼 거리에서 적을 탐지하고 아군 기체들을 총괄함으로써 공중 교전이 일어나는 전장을 지휘하기 위해 설계된 공중 레이다 체계이다. AEW&C 을 구성하는 항공기들은 또한 지상 목표를 포함한 감시를 수행하는 데 쓰이고, 흔히 마치 관제탑처럼 C2BM(지휘통제, 전투관리) 기능을 수행한다. 이 항공기들이 높은 고도에서 쓰이므로, 이것의 레이다를 조작하는 사람이 수백 마일 떨어져 있는 항공기가 아군인지 적군인지 구별할 수 있게 해준다.

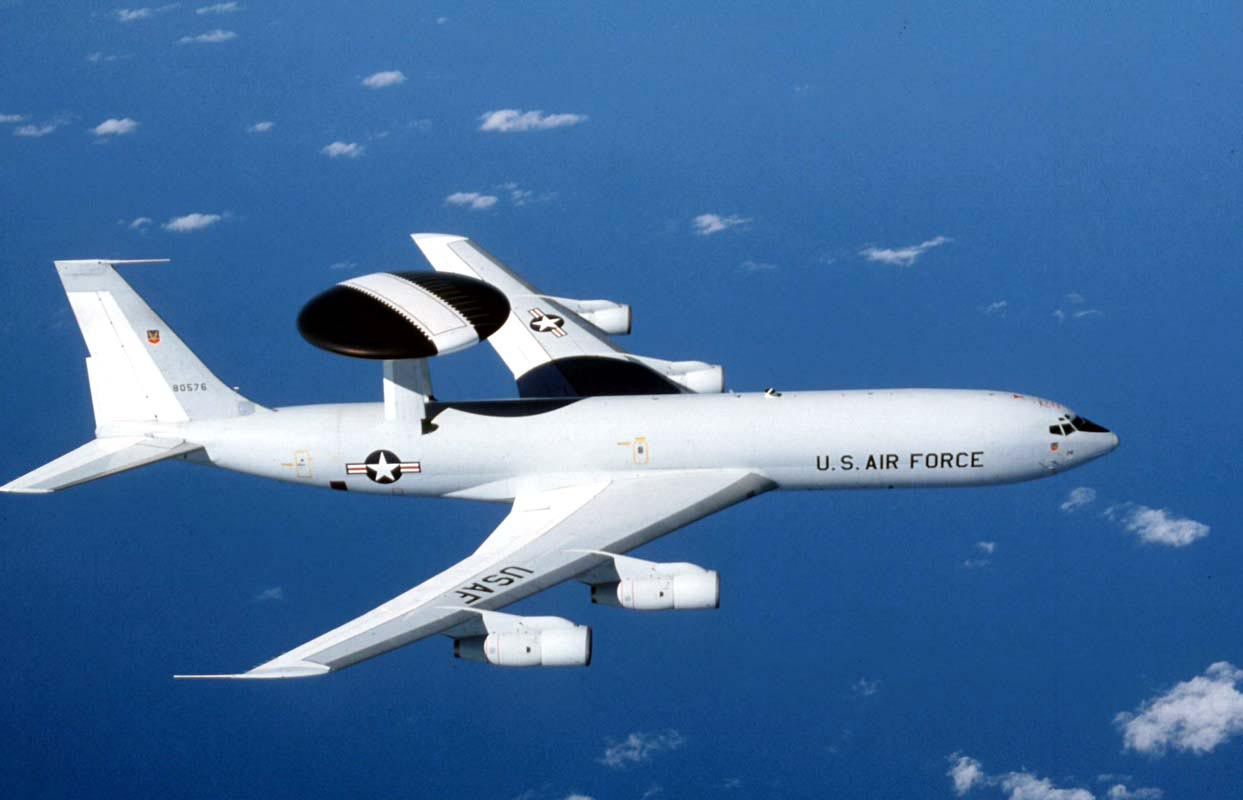
미국 공군의 E-3 센트리.

AEW&C 항공기는 공중 작전이 공격적이냐 방어적이냐에 상관없이 둘다 쓰인다. AEW&C 항공기와 통합된 공군 또는 훈련된 NATO와 미국 군대의 관계는 CIC(지휘 정보 시스템)와 해군 전함의 관계와 같고, AEW&C는 거기에 더해 매우 이동성이 좋고 강력한 레이다 기반을 갖는다. 이 체계는 전투기들을 목표 지점으로 지휘할 때 공격적으로 쓰이고, 적 군대에 반격하기 위해 지상과 공중 둘 다에서 방어적으로 쓰인다. 지휘통제의 이점은 높은 고도에서 매우 유용해서, 미국 해군은 AEW&C 항공기를 항공모함 지휘 정보 센터(CICs)를 증가시키고 보호하기 위해 초대형 항공모함에 운용한다.
AEW&C는 과거의 용어인 "공중조기경보" (AEW)로 알려져 있다. 또 "공중 경보와 통제 체계" (AWACS)는 NATO와 USAF에서 현재 쓰이는 특정한 체계의 이름임에도 불구하고 AEW&C가 이로도(AWACS) 알려져 있다. 따라서 AWACS는 비슷한 체계를 말할 때 틀린 표현으로 자주 쓰인다.

### 공중 급유기
공중 급유기는 주로 비행중에 연료를 보급해주는 군용기다. 그러면 급유 받은 군용기가 더 멀리 날수 있으며, 만약 군수송기인 경우 공중에서 급유 받을시 더 많은 화물을 수송할 수 있게 한다. 대개는 주로 작전을 위해 특별히 설계되며, 이 밖에도 목적에 따라 화물과 인원 수송능력도 겸한 기종도 제작된다.

### 정찰기
정찰기는 주로 정보를 모으기 위해 쓰인다. 이들은 카메라를 비롯한 여러 센서들을 지닌다. 이 종류의 항공기들은 특별히 정찰기로 설계된 것 뿐만 아니라 전투기나 폭격기에서 개조된 것도 있다. 이 역할은 점차적으로 인공위성과 무인 항공기(UAVs)에 의해 채워지고 있다.

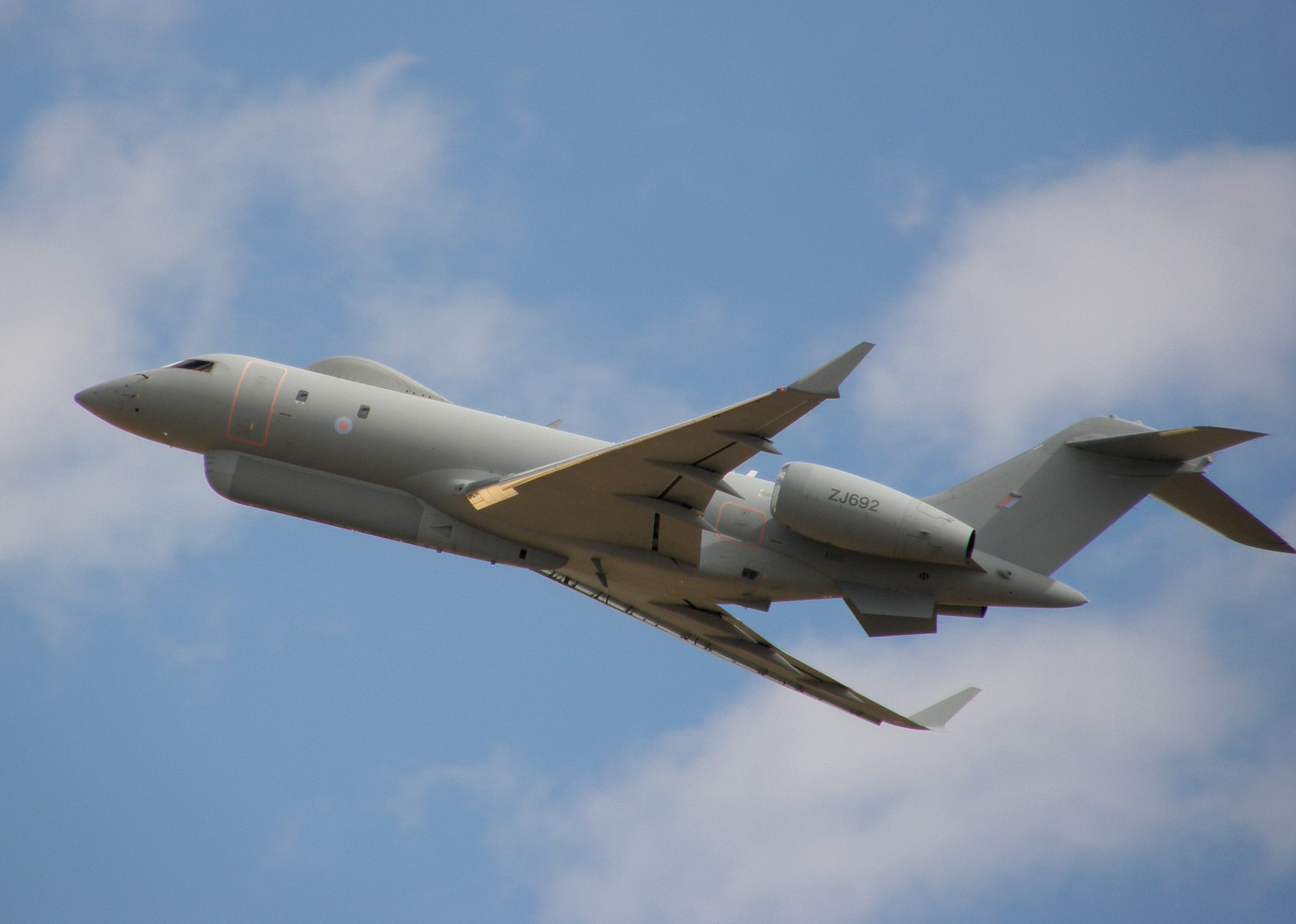
레이다가 장착된 레이시온 센티넬.

감시와 관측 항공기는 레이다와 다른 센서들을 전장 감시, 영공 감시, 해앙 순찰과 대포 위치 파악을 위해 사용한다. 이들은 수정된 민간 항공기 설계와, 정박된 열기구들과 무인 항공기들을 포함한다.

### 실험용 항공기
실험용 항공기는 고급 공기역학, 구조, 항공 전자공학, 새로운 개념 등을 시험하기 위해 설계되었다. 이들은 성능 정보를 무선 주파수 정보로 자신들이 날고 있는 시험 범위 안에 있는 연구소에 원격으로 송신할 만큼 잘 장비된다. 실험용 항공기의 예시로는 Bristol 188이 있다.

## 같이 보기
- 군사 항공
- 국적 마크
- 항공기 목록

## 인용
- Gunston, Bill (1986). Jane's Aerospace Dictionary. London, England: Jane's Publishing Company Limited. ISBN 0-7106-0365-7.